# 落合祐里香のプリズムナイト外伝
落合祐里香のプリズム騎士外伝 管理官アメジスト（おちあいゆりかのプリズムナイトがいでん かんりかんアメジスト）は、ラジオ大阪 (OBC) のアニラジ枠V-STATIONで放送中のラジオ番組。毎週水曜日深夜24:30～25:00（木曜日00:30～01:00）放送。パーソナリティは声優の落合祐里香
2007年10月3日、『オーロラ戦隊プリズム騎士 管理官アメジスト』として放送開始。2008年1月2日より、『落合祐理香のプリズム騎士外伝 管理官アメジスト』、2008年6月4日から『落合祐理香のアメジスト物語』に変更される。

## 概要
番組内容は、落合祐里香のソロトークと、ラジオドラマ『オーロラ戦隊プリズム騎士』からなる。落合祐里香はラジオドラマにも出演しているが、主要な登場人物ではなく、出演は希。
5月7日からラジオドラマの終了に伴い、6月4日(実質は12時30分からの放送なので6月5日)からコーナーの増幅、トークの量が増えた。
　６月になり、番組が大幅リニューアル。
　「落合祐里香のアメジスト物語」と、冠番組に昇格！！！
　ラジオドラマもなくなり、30分まるまる、ゆりしーが話します。
　ＦＭ立川の「TR-844」は１時間生放送番組なものの、
　６曲ぐらい曲があり、実質のトークの長さは同じくらい？
　さらに！
　オープニング曲を、ゆりしーが歌います。
　（番組のキャラ「アメジスト」の声で歌います）
http://yaplog.jp/yurisii/archive/6390
そしてリニューアルに伴い
私が演じるアメジストちゃん♪（地球名藤枝紫ちゃん）が
オープニング主題歌
「パープルフライト」 を歌います☆
そしてこのパープルフライトの作曲家さんは
私の大好きなアニメ！ドラゴンボールの主題歌でも有名な
池毅さんなんです☆
曲は宇宙っぽいテクノです☆
-

## ラジオドラマ
サウンドドラマ『オーロラ戦隊プリズム騎士』本編の先行放送がなされる。
ただし希に『プリズム騎士番外編』が放送される。落合祐里香は番外編にのみ出演。

### 主な出演者
- ルビーナイト（赤石茜） - 星野円
- サファイアナイト（海堂葵） - 夕凪静
- トパーズナイト（鳳ヒナコ） - 大内和代
- エメラルドナイト（緑原春奈） - 堀江真咲
- コーラルナイト（城島桃花） - 後藤沙緒里
- ダイヤナイト（白河雪） - 伊月ゆい
- 虹野アイ - 岡本麻弥
- 宇佐美星矢 - 甘粕豊
- 宇佐美真琴 - 下屋則子
- 管理官アメジスト - 落合祐里香

### 番組の現状
- 番組開始当初は裏に「ABCミュージックパラダイス」や「ゴチャ・まぜっ!」など強力な番組がある中で何とか聴取率をキープしていたが、「ABCミュージックパラダイス」の時間枠縮小、「ABC発午前1時」の新番組投入による

ABCラジオの午前0時台見直しやMBSラジオが「MBSサウンドキングダム」を投入した影響で聴取率は苦戦している。さらにこの番組が放送されている水曜深夜(日付け上は明けて木曜未明）にラジオ関西が裏に「週刊!アニたま水曜日(24:00～26:00）」をぶつけてきたため、番組タイトルを2008年6月に再々リニューアルした。再々リニューアルによって落合祐里香のフリートークが拡大したことによって離れたリスナーを戻せることができるかが今後の焦点となっていた。しかし、2008年10月改編でABCラジオが「ABCミュージックパラダイス」の3時間への再拡大・一方ラジオ関西は「週刊!アニたま水曜日」の番組継続決定で他局がこの番組のリスナー対策に編成を変更した結果、聴取率の結果が楽しみな状況となっていたが後述の対応となった。
- 2008年10月より『インターネットステーション「ぽけら」』にてネットラジオとしての配信が始まった。（地上波より1週間遅れ）
- 結局、地上波での放送はラジオ大阪の「ラジオ・チャリティー・ミュージックソン」による特番で休止の12月24日深夜予定分明けの2008年大晦日深夜（明けて2009年元日未明）の放送分をもって地上波での放送を打ち切り、2009年1月第2週以降は『インターネットステーション「ぽけら」』にてのネットラジオでの配信に切り替わっている。
- なお、地上波ラジオ大阪での後番組は「ソングトレイン1314」の音楽フィラー番組または単発特番が放送されている。（2009年1月7日現在）

## 関連番組
- 堀江真咲のプリズムDays

## コーナー
- ふつおた
- 紫の一言物申す
- 隣のアメジスト
- 江戸紫の今週の一句ちゃん

| ラジオ大阪 V-STATION 水曜24:30-25:00 | ラジオ大阪 V-STATION 水曜24:30-25:00                                                                                   | ラジオ大阪 V-STATION 水曜24:30-25:00                              |
| 前番組                               | 番組名 | 次番組                                                            |
| ------------------------------------ | --- | ----------------------------------------------------------------- |
| 押井守シアター ケルベロス鋼鉄の猟犬  | オーロラ戦隊プリズム騎士 管理官アメジスト / 落合祐里香のプリズム騎士外伝 管理官アメジスト / 落合祐理香のアメジスト物語 | ソングトレイン1314（音楽フィラー番組。非アニラジ） または単発特番 |